# 葉傲冬
葉傲冬，BBS，JP（1980年7月23日—），民建聯秘書長。前任油尖旺區議會主席及佐敦南區議員。同時，葉傲冬亦擔任西九文化區管理局董事局成員。

## 簡歷
葉傲冬出身政治家族，他是已故前區議員葉國忠的兒子以及前立法會議員葉國謙的侄兒，母親為雷文惠。他畢業於油蔴地天主教小學（1992年小六）、何文田官立中學（1997年中五；1998年中五（重讀））及余振強紀念中學（2000年中七），後於分別於萊比錫大學、香港浸會大學及香港中文大學修讀德文、歐洲研究（主要研究德國）以及文化管理。

## 從政生涯
因劉志榮於2008年5月15日病逝，葉傲冬於同年10月5日的佐敦東選區補選中勝出，得票為916票。2011年香港區議會選舉，成功連任，得票1504票。2015年香港區議會選舉因選區重新劃界，當選為佐敦南區議員，得票為1,531票。2016年，葉傲冬接替鍾港武自動當選為油尖旺區議會主席。2019年香港區議會選舉中，只取得1451票參選連任失敗，不敵以「政治素人」身份首次參政的陳梓維。
2020年1月，擔任文匯報助理總編輯。
2020年7月下旬，民政事務總署委任葉傲冬為新一屆油尖旺南分區委員。
2021年1月1日，政府委任葉傲冬及彭韻僖為基本法推廣督導委員會（基廣會）新成員。
2021年11月11日開設YouTube頻道《春夏秋冬》論政。當中由聾人機構「龍耳」創辦人邵日贊協助的聾女美華事件，是最多人看的片段，不夠兩星期已超過三萬三千人次觀看。